# Prix Roberto-Rossellini
Le prix Roberto-Rossellini est un prix itinérant remis depuis 1987. Il est décerné à une personne ayant contribué au progrès du cinéma. Il a été créé en l'honneur de Roberto Rossellini.
Prix itinérant, il est remis pour la première fois au Festival de Cannes 1987.
En 1990, il récompense Martin Scorsese et Kevin Brownlow.
En 2005, c'est le réalisateur Amos Gitaï qui le reçoit.
En 2015, il est décerné à l'acteur tunisien Ahmed Hafiane.